# 卡督拿幹 (神祇)
卡督拿幹（排灣語：Kadjunangan），是台灣排灣族傳統信仰中的土地守護神，看守著地面。

## 簡述
卡督拿幹的信仰主要存在於東排灣族，他是土地神、看守著地面上的人事物、而所有的土地也都由他所管理，同時他也負責管理部落內部的事務，是人類和部落的守護神，其形象為一個年邁、禿頭、留有許多鬍鬚的男神，據說許多女靈媒或巫師都曾見過他；另有說法認為，卡督拿幹並不是單一特定的神祇，而是土地守護神的總稱，每個排灣族傳統領域的地段都有自己的「卡督拿幹」。

## 文化

### 語意
「卡督拿幹」在排灣語的意思中就是指「土地」，且有「祖先所傳授的土地」（Sini papu-kadjunangan）和「族人居住之地」（Kaqinalanan）的含意，可解釋為「祖先永久居住之地」，且由於傳統排灣族實施室內葬，因此有房屋、祖先和生人不可與土地分隔的觀念。

### 祭祀
大多數傳統排灣族部落都設有卡督拿幹或其他土地神的祭壇pinaka i sizazau（或稱「土地守護區」），此區在平常時間被視為禁區，只有地神祭（Palisi tua kadjunangan）的時候，族人會在祭典中祈求卡督拿幹淨化不潔的土地並賜福該地。